# Michael Maleinos
Svatý Michael Maleinos (starořecky Μιχαήλ Μαλεΐνος, rodným jménem Manuél Maleinos, též Michael Maleinský či Malejský; asi 894 Charsianon – 12. července 961, hora Kyminas v Bithýnii) byl byzantský mnich a poustevník, později opat (igumen) monastýru na hoře Kyminas v Bithýnii. Měl velký vliv na císaře Nikefora II., který sám žil velmi asketický život, a na Athanáse Athoského, zakladatele klášterního života na hoře Athos. Pravoslavnou a východní katolickou církví je uctíván jako svatý. Jeho svátek slaví 12. července.

## Život
Manuel se narodil do vlivné aristokratické rodiny Maleinů. V dětství obdržel na císařském dvoře Lva VI. titul spatharokandidatos, avšak jako osmnáctiletý vstoupil do kláštera na hoře Kyminas v Bitýnii. V klášteře se pod vedením igumena Jana Eladita stal mnichem a přijal jméno Michael. Po smrti otce přenechal veškerý majetek svému bratru Konstantinovi a sám žil jako poustevník na horách. Z odlehlé divočiny se do kláštera vrátil až v roce 921. Nejprve jistý čas působil v monastýru Xerolimne, kde žil i Athanás Athoský. Poté asi od roku 925 Michael žil v klášteře na hoře Kyminas. Přijal kněžské svěcení a později se stal i igumenem (opatem) kláštera, který založil. Podle zachovaných zmínek šlo zřejmě o typ kláštera podobný lávrám. Po smrti byl uctíván jako svatý. Jeho legendu napsal jakýsi Theofanes, možná Maleinův žák.